# AaB Fodbold (kvinder)
 For alternative betydninger, se AaB (flertydig). (Se også artikler, som begynder med AaB)
 Ikke at forveksle med AaB Fodbold.
Aab Fodbold (kvinder) eller bare AaB af 1885 er en dansk kvindefodboldklub hjemmehørende i Aalborg. Holdet rykkede i juni 2020 op i landets andenbedste kvindelige række, Kvinde 1. divisionen. Klubben tilhørte Gjensidige Kvindeligaen i to sæsoner fra 2020 til 2022.
I 2011 startede en gruppe frivillige AaB Talentcenter For Piger op. Et forum der gav talentfulde fodboldspillende piger i 11-13 årsalderen mulighed for at træne sammen med ligesindede fra hele Nordjylland og på den måde afprøve deres talent. Nu har klubben afdelinger med hold fra U13-U16 der spiller i Liga 1, U18 DM, Kvindeserie Vest og Kvalifikationsligaen til Gjensidige Kvindeliga. Derudover er der også et Old Girls fodboldhold.
AaB af 1885 har en bestyrelse, og i den repræsenterer formanden for kvinde-/pigeafdelingen, de piger og kvinder, der spiller fodbold i AaB’s ungdomsafdeling samt 2. hold senior.
AaB hører ikke inden under AaB A/S, da det er et selskabskonstruktion, som gør, at Aab's herre- og damehold er adskilt ved at være placeret i hvert deres selskab.

## Aktuel trup
Oversigten er opdateret til og med 13. april 2022 
| Nr. | Land     | Position | Spiller                      |
| --- | -------- | -------- | ---------------------------- |
| 1   | Danmark  | MM       | Line Andersen (anfører)      |
| 2   | USA      | MI       | Lauren Harkes                |
| 3   | Danmark  | FO       | Emma Nøddelund               |
| 4   | Danmark  | FO       | Julie Haugaard               |
| 5   | Danmark  | FO       | Linea Lundbo                 |
| 6   | Danmark  | MI       | Sofie Lybæk                  |
| 7   | Danmark  | MI       | Cille Bundgaard Holst        |
| 8   | Danmark  | MI       | Pernille Skrydstrup Pedersen |
| 9   | Danmark  | AN       | Benedicte Moss               |
| 10  | England  | MI       | Georgia Wilson               |
| 11  | Danmark  | MI       | Ulrikke Linde                |
| 12  | Færøerne | MI       | Julia Mortensen              |
| 13  | Canada   | FO       | Amandine Pierre-Louis        |
| 14  | Danmark  | MI       | Karoline Petersen            |

| Nr. | Land      | Position | Spiller                 |
| --- | --------- | -------- | ----------------------- |
| 15  | Slovakiet | FO       | Tereza Bednarova        |
| 16  | Danmark   | MI       | Frida Sørensen          |
| 17  | Danmark   | FO       | Julia Amby              |
| 18  | Danmark   | FO       | Emilie Dolleris Billing |
| 19  | Danmark   | MI       | Elisabeth Skall         |
| 20  | Danmark   | FO       | Emma Lind               |
| 22  | USA       | MI       | Hannah Adler            |
| 23  | Danmark   | MI       | Emma Højsby             |
| 24  | Danmark   | MI       | Maria Rasmussen         |
| 27  | Danmark   | MI       | Camilla Rishøj          |
| 28  | Danmark   | FO       | Anna-Sofie Frederiksen  |
| 29  | Danmark   | MM       | Astrid Kitchen          |
| 32  | Danmark   | MM       | Monika Biskopstø        |

### Trænerteam
| Rolle                     | Navn                 |
| ------------------------- | -------------------- |
| Cheftræner                | Claus Larsen         |
| Assistenttræner           | Mathias Bengtsson    |
| Målvogtertræner           | Oliver Bach Sørensen |
| Målvogtertrænerkonsulent  | Karsten Simensen     |
| Holdleder                 | Bjarne Pedersen      |
| Fysisk træner             | Christian Lind       |
| Fysioterapeut             | Kristian Duncker     |
| Fysioterapeut             | Cecilie Aaen         |
| International koordinator | Lene Jensen          |